# Viborgvej (Nørre Snede)
 For alternative betydninger, se Viborgvej. (Se også artikler, som begynder med Viborgvej)
 Viborgvej  er en tosporet omfartsvej, der der går øst om Nørre Snede. Omfartsvejen er en del af Primærrute 13, der går fra Motorvejskryds Vejle og Østjyske Motorvej E45 til Nordjyske Motorvej E45 ved Rold Skov.

## Forløb
Omfartsvejens ca. 4,4 km lange nye tracé begynder lige syd for ejendommen ved Viborgvej 95. Herfra fortsætter mod syd i en bue øst om Nørre Snede med tilslutningsanlæg ved Silkeborgvej og lyskryds ved Horsensvej. Omfartsvejen fortsætter mod syd i nyt tracé gennem Nedergårds Skov indtil Statsfængslet Nørre Snede, hvor omfartsvejen ender.

## Historie
Allerede i 1960’erne planlagde vejmyndigheders omfartsveje omkring Nørre Snede. Siden da havde der været debat om mange forslag til linieføringer, og først ved midten af 1980’erne blev der endelig fuld enighed om en linje øst om Nørre Snede. Storebæltforliget fik dog den konsekvens, at anlægget blev standset i 1989 efter at ekspropriationerne var foretaget. En kurveregulering (svingene i Nedergårds Skov) gennemførtes i 1992-1993. I 1994 blev det besluttet at genoptage projektet som en del af den beskæftigelsespakke med vejprojekter, der indgik i finansloven for 1994. Anlægsprojektet omfattede ca. 4,4 km omfartsvej samt 0,6 km tilslutningsanlæg i nyt tracé. Hertil kom en omlægning af Silkeborg fra omfartsvejen ind mod Nørre Snede.
Den 9. juni 1997 blev omfartsvejen øst om Nørre Snede indviet.
En omfartvej nord om Nørre Snede via Sekundærrute 185 åbnede i 2007.